# Бичиха
Бичиха — река в Архангельской области России, правый приток Лудонги (бассейн Северной Двины).
Протекает по территории Черевковского сельского поселения Красноборского района с востока на запад. Впадает в Лудонгу в 63 км от устья по правому берегу, на высоте 87 м над уровнем моря. Длина реки составляет 14 км.

## Данные водного реестра
По данным государственного водного реестра России относится к Двинско-Печорскому бассейновому округу, водохозяйственный участок реки — Северная Двина от впадения реки Вычегда до впадения реки Вага, речной подбассейн реки — Северная Двина ниже места слияния Вычегды и Малой Северной Двины. Речной бассейн реки — Северная Двина.
Код объекта в государственном водном реестре — 03020300112103000026619.